# تشيليمباش
تشيليمباش هي بلدة في مقاطعة كسبي في ولاية قشقداريا في أوزبكستان.